# Alexandria Cavallini
Alexandria Cavallini, dite Alex et née Rigsby, (née le 3 janvier 1992 à Delafield dans l'État du Wisconsin) est une joueuse américaine de hockey sur glace évoluant dans la ligue féminine élite en tant que gardienne de but. Elle est la première femme repêchée par la United States Hockey League (USHL), représentant la ligue junior la plus élevée des États-Unis. Elle a représenté l'équipe nationale des États-Unis dans de nombreuses compétitions, remportant cinq médailles d'or aux championnats du monde et une médaille d'or aux Jeux olympiques de Pyeongchang en 2018.
Elle remporte avec les Inferno de Calgary dans la Ligue canadienne de hockey féminin la Coupe Clarkson en 2019.

## Biographie

### En club

#### Début en hockey
Rigsby joue au hockey dans des équipes masculines dès l'âge de 6 ans, puis en niveau AAA dès 10 ans. En première année de lycée, elle joue pour les Mission de Chicago dans la ligue masculine AAA Major Bantam. Elle remporte avec cette équipe le trophée national et régional et participe au championnat national organisé par la fédération américaine USA Hockey. En parallèle du hockey, Rigsby joue dans l'équipe réserve de Lacrosse avec qui elle remporte deux titres nationaux en 2007 et 2008.
Rigsby joue les deux saisons suivantes avec l'équipe Midget masculine des Admirals de Milwaukee.
Par la suite, Alex Rigsby devient la première femme repêchée par la United States Hockey League, sélectionnée au 16e tour soit 199e au total, par les Steel de Chicago .

#### Ligue universitaire
Alex Rigsby joue pour les Badgers du Wisconsin pendant quatre années, occupant le poste de capitaine la dernière saison.
Lors de la première saison 2010-2011, elle inscrit son troisième blanchissage dès le mois de décembre. Elle réalise pour son année de recrue un record de défaite/victoire de 27–3–0. Elle a un pourcentage d'arrêt de 91,7 %, la classant première de l'Association Collégiale de Hockey de l'Ouest (WCHA) et quatrième du championnat NCAA . Elle enregistre un record de 50 arrêts et laisse entrer seulement 3 buts dans une victoire contre les Bulldogs de Minnesota-Duluth.

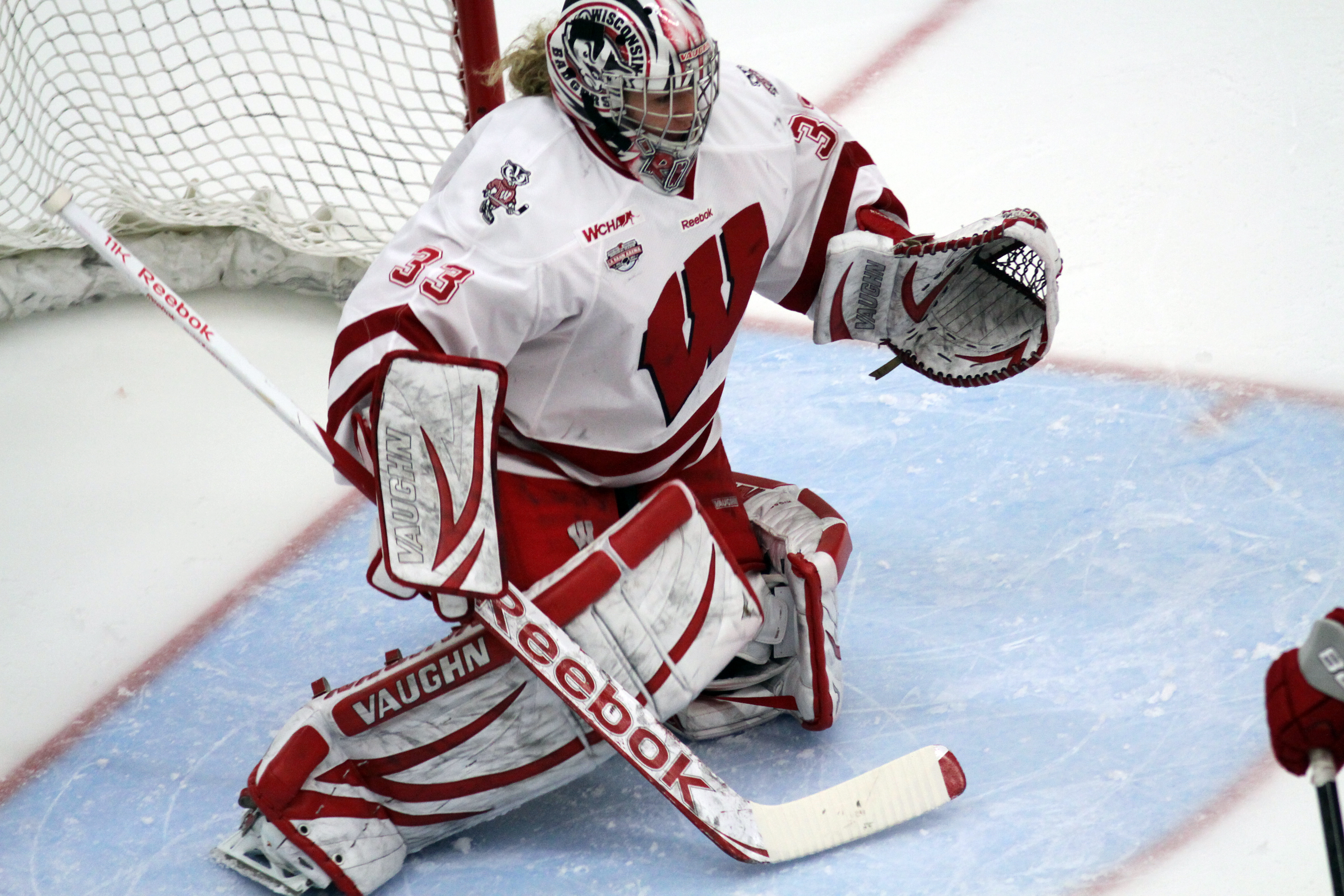
Alex Rigsby dans les cages des Badgers.

Rigsby joue dans le tournoi 2011 de la Division I du championnat NCAA et réalise 15 arrêts, participant à la première victoire du Frozen Four par l'équipe des Bagders en six ans .
Elle termine ses années universitaires avec les records du nombre de victoires (100), de minutes jouées (7 881) et d'arrêts (moyenne de 3,126) pour l'équipe des Badgers.

#### Ligue élite
Par la suite, Alex Rigsby joue pour l'équipe des Whitecaps du Minnesota alors que celle-ci est indépendante et ne fait pas partie d'une ligue professionnelle. En 2018, elle signe un contrat avec les Inferno de Calgary dans la LCHF pour la saison 2018-2019 avec qui elle remporte sa première Coupe Clarkson en plus d'être nommée gardienne de l'année . Faisant partie des hockeyeuses boycottant la saison 2019-2020 à la suite de la fermeture de l'unique ligue canadienne, elle ne joue pas mais est sélectionnée  par la NHL pour le 65e match des étoiles dans l'épreuve du match féminine élite 3 contre 3 .

### En équipe nationale
Alex Rigsby est sélectionnée dans le camp de développement de l'équipe nationale de 2006 à 2009. Elle participe à sa première compétition internationale en 2009, avec le championnat du monde des moins de 18 ans et remporte une médaille d'or. Elle remporte la médaille d'argent l'année suivante. Elle participe également à cinq Coupe des quatre nations dont quatre en tant que première gardienne (2012, 2015, 2016 et 2017).
Elle est sélectionnée dans l'effectif pour quatre championnats du monde, bien qu'elle ne joue pas de matchs en 2013, et remporte quatre médailles d'or. Elle fait également partie de l'effectif sélectionnée pour les Jeux olympiques de Pyeongchang en 2018 et remporte ainsi la médaille d'or bien qu'elle n'ait joué aucun matchs.
Elle est la première gardienne de l'histoire de la fédération à avoir joué à la fois dans l'équipe nationale des moins de 18 ans, des moins de 22 ans et sénior .

## Statistiques

### En club
| Saison    | Équipe               | Ligue |    | Saison régulière | Saison régulière | Saison régulière | Saison régulière | Saison régulière | Saison régulière | Saison régulière | Saison régulière | Saison régulière | Saison régulière |   | Séries éliminatoires | Séries éliminatoires | Séries éliminatoires | Séries éliminatoires | Séries éliminatoires | Séries éliminatoires | Séries éliminatoires | Séries éliminatoires | Séries éliminatoires |
| Saison    | Équipe               | Ligue | PJ | V                | D                | Pr/N             | Min              | BC               | Moy              | % Arr            | Bl               | Pun              | PJ               | V | D                    | Min                  | BC                   | Moy                  | % Arr                | Bl                   | Pun                  |                      |                      |
| 2010-2011 | Badgers du Wisconsin | NCAA  | 31 |                  |                  |                  |                  |                  | 1,76             | 92,1             |                  |                  |                  |   |                      |                      |                      |                      |                      |                      |                      |                      |                      |
| 2011-2012 | Badgers du Wisconsin | NCAA  | 40 |                  |                  |                  |                  |                  | 1,43             | 94,9             |                  |                  |                  |   |                      |                      |                      |                      |                      |                      |                      |                      |                      |
| 2012-2013 | Badgers du Wisconsin | NCAA  | 35 |                  |                  |                  |                  |                  | 1,49             | 94,3             |                  |                  |                  |   |                      |                      |                      |                      |                      |                      |                      |                      |                      |
| 2013-2014 | Badgers du Wisconsin | NCAA  | 27 |                  |                  |                  |                  |                  | 1,32             | 94,5             |                  |                  |                  |   |                      |                      |                      |                      |                      |                      |                      |                      |                      |
| 2018-2019 | Inferno de Calgary   | LCHF  | 17 | 14               | 2                | 1                | 1 027            |                  | 2,04             | 91,6             | 1                | 0                | 4                |   |                      |                      |                      | 3,03                 | 92,1                 |                      |                      |                      |                      |

### En équipe nationale
| Année | Équipe             | Compétition                  |   | PJ | V | D | Pr/N | Min | BC   | Moy  | % Arr | Bl | Pun               |  | Résultat |
| 2009  | États-Unis - 18ans | Championnat du monde - 18ans | 3 | 2  | 1 | 0 | 187  | 4   | 1,28 | 94,7 | 1     |    | Médaille d'or     |  |          |
| 2010  | États-Unis - 18ans | Championnat du monde - 18ans | 3 | 2  | 2 | 1 | 183  | 5   | 1,64 | 93,2 | 2     |    | Médaille d'argent |  |          |
| 2013  | États-Unis         | Championnat du monde         | 0 |    |   |   |      |     |      |      |       |    | Médaille d'or     |  |          |
| 2015  | États-Unis         | Championnat du monde         | 4 |    |   |   |      |     | 0,31 | 98,6 |       |    | Médaille d'or     |  |          |
| 2016  | États-Unis         | Championnat du monde         | 3 |    |   |   |      |     | 0,31 | 98,6 |       |    | Médaille d'or     |  |          |
| 2017  | États-Unis         | Championnat du monde         | 1 | 1  | 0 | 0 | 60   | 3   | 3    | 87,5 | 0     |    | Médaille d'or     |  |          |
| 2018  | États-Unis         | Jeux olympiques              | 0 |    |   |   |      |     |      |      |       |    | Médaille d'or     |  |          |
| 2019  | États-Unis         | Championnat du monde         | 5 | 4  | 1 | 0 | 320  | 5   | 0,94 | 95,3 | 2     |    | Médaille d'or     |  |          |
| 2021  | États-Unis         | Championnat du monde         | 4 | 3  | 1 | 0 |      |     | 1,92 | 88,2 | 2     |    | Médaille d'argent |  |          |

## Trophées et Honneurs personnels

### Ligue universitaire
- 2010-2011 :
  - Élue « Recrue de l'année » lors de la pré-saison de l'Association Collégiale de Hockey de l'Ouest (WCHA)[12]
  - Joueuse défensive de la semaine de la WCHA (Semaine du 15 Déc. 2010) [3]
  - Recrue de le semaine de la WCHA (Semaine du 2 Fév. 2011)[13]
  - Sélectionnée dans l'équipe étoiles du Frozen Four[4]
- 2011-2012 :
  - Joueuse défensive de la semaine de la WCHA (Semaines du 18 Oct. 2011, du 25 Oct. 2011 et du 1 Fév. 2012)[14],[15],[16]
- 2012-2013 :
  - Sélectionnée dans l'équipe seconde « All-America »[17]
- 2013-2014 :
  - Athlète féminine de l'année des Wisconsin Badgers [18]
  - Sélectionnée dans l'équipe première « All-America » de l'AHCA
  - Meilleure athlète-étudiante de la division WCHA
  - Sélectionnée dans l'équipe première de la division WCHA

### Ligue Canadienne de hockey féminin
- 2018-2019 :
  - Remporte la Coupe Clarkson en 2019.
  - Nommée gardienne de l'année pour la saison 2018-2019 [5].
  - Gardienne avec le meilleur pourcentage d'arrêts (95,3%) de la saison.

### En équipe nationale
- Meilleure gardienne du tournoi lors du championnat du monde des moins de 18 ans en 2009.
- Meilleure gardienne du tournoi et dans le top 3 de son équipe lors du championnat du monde des moins de 18 ans en 2010 [19].
- Meilleur pourcentage d'arrêts (98,6%) à l'occasion du championnat du monde 2016.